# Better Business Bureau
Better Business Bureau, BBB (рус. «Беттер Бизнес-Бюро») — частная некоммерческая организация, миссия которой заключается в том, чтобы сосредоточиться на продвижении доверия рынка, состоящей из 106 независимо включенных местных организаций BBB в США и Канаде, координируемых под эгидой Международной ассоциации бюро лучшего бизнеса (IABBB) в Арлингтоне, штат Вирджиния.
Бюро лучшего бизнеса не связано ни с каким государственным учреждением. Предприятия, которые присоединяются к BBB и придерживаются его стандартов, делают это посредством отраслевого саморегулирования. Чтобы избежать предвзятости, политика BBB заключается в том, чтобы воздерживаться от рекомендации или одобрения любого конкретного бизнеса, продукта или услуги.
Организация была предметом споров, особенно связанных с утверждением о предоставлении более высоких рейтингов предприятиям, которые платят членские взносы. BBB оспаривает утверждение о том, что для получения рейтинга «А» от бизнеса требуется оплата. Рейтинговая система бюро опирается на буквенную шкалу от A+ до F. Оценки представляют собой степень уверенности бюро в том, что бизнес работает в надежной манере и будет прилагать добросовестные усилия для решения любых проблем клиентов. Система рейтингов основана на собственной формуле, которая учитывает 17 факторов, основанных на объективной информации и фактических случаях поведения бизнеса, которые были проверены и оценены специалистами бюро.
Почти 400 000 местных предприятий в Северной Америке аккредитованы BBB. Перспективы бюро успешно проверили предприятия, чтобы стать платящими взносы «аккредитованными предприятиями», которые обещают и продолжают придерживаться кодекса деловой практики BBB. В свою очередь, бюро позволяет аккредитованным предприятиям с хорошей репутацией использовать свой логотип с торговой маркой в маркетинговых материалах.

## История
В 1909 году Сэмюэл Кэндлер Доббс стал президентом ассоциированных рекламных клубов Америки, ныне Американской рекламной федерации (AAF). В 1911 году он участвовал в принятии «Десяти заповедей рекламы», одного из первых кодексов рекламы, разработанных группами рекламных фирм и отдельными предприятиями. Аналогичные организации в последующие десятилетия, такие как Национальная комиссия по улучшению бизнеса, Объединение ассоциированных рекламных клубов мира (1921) и Национальная ассоциация лучших деловых бюро (1933), объединились в ассоциацию Бюро лучшего бизнеса, в 1946 г. В 1970 году была создана Международная ассоциация бюро лучшего бизнеса (IABBB).

## Структура и финансирование
Все бюро независимо управляются своими собственными советами директоров и должны соответствовать международным стандартам BBB, которые контролируются IABBB. Международная ассоциация управляется лидерами местных бюро, а также высшими руководителями крупных корпораций и лидерами сообщества, такими как ученые и эксперты в области права. Каждое бюро управляется отдельно и в основном финансируется его аккредитованными предприятиями, которые часто работают в его правлении. Исследование, проведенное деканом бизнес-школы Университета Маркетт, показало, что 90 % членов совета директоров BBB являются представителями бизнеса.
Предприятиям, которые переходят из одной юрисдикции Бюро лучшего бизнеса в другую, может потребоваться подать заявку на аккредитацию BBB в новом месте размещения, если у них нет общесистемной аккредитации. IABBB получает членские взносы от бюро, которые составили 4 884 226 долларов в 2009 году.

### Процедура разрешения споров
Процедуры разрешения споров в организации устанавливаются Международной ассоциацией Бюро по улучшению деловой практики и осуществляются местными бюро. Как правило, споры могут разрешаться с помощью посредничества; в соответствующих случаях арбитраж с низкими или нулевыми издержками может также предлагаться и предоставляться через ВВВ. Бюро выступает в качестве нейтральной стороны при предоставлении услуг по разрешению споров.
В то время как нейтралитет утверждается, бюро очень сильно склоняется к своим членам, выплачивающим взносы. В любом споре BBB выбирает арбитра, и заявитель должен согласиться с тем, что решение, принятое арбитром бюро, будет являться окончанием спора, и после этого не может быть подан иск.
Жалобы на практику таких профессий, как медицина и юриспруденция, обычно не рассматриваются ВВВ и направляются в ассоциации, регулирующие эти профессии. Бюро не рассматривает жалобы, которые были поданы в суд или находятся в процессе обращения в суд, поскольку жалоба уже рассматривается альтернативной организацией.
Если Бюро лучшего бизнеса получает потребительский спор, оно связывается с рассматриваемым бизнесом и предлагает посредничество в споре. Бизнес не должен быть членом BBB, чтобы использовать его посреднические услуги. Аккредитация бюро, или членство, является полностью необязательным для бизнеса, чтобы попасть в рейтинг через оплату взносов. Прошлые жалобы утверждают, что BBB компилирует баллы, основанные на их способности собирать свои деньги с предприятий, а не только на эффективности бизнеса.

#### Национальный отдел рекламы
Национальный отдел рекламы Бюро лучшего бизнеса в США и Канаде рассматривает фактические утверждения, сделанные в национальной рекламе. Они предлагают альтернативные услуги по разрешению споров для рекламодателей, обычно достигая заключения в течение 90 дней с момента подачи заявки.

## Система оценки и аккредитации
До 2008 года BBB оценивал компании как «удовлетворительные» или «неудовлетворительные». "С 1 января 2009 года ВВВ перешел на новую систему, основанную на школьной рейтинговой системе от A+ до F. 16 факторов были размещены на каждом бизнес-обзоре с момента начала программы, а также подробности о присужденных баллах. Первоначально был 17-й фактор стоимостью 4 балла для предприятий, которые были аккредитованы. Этот процесс был изменен в ноябре 2010 года в ответ на критику в средствах массовой информации и со стороны Генерального прокурора штата Коннектикут, который обвинил BBB в использовании тактики «платить за игру».
Если компания решает не предоставлять основную информацию о себе, BBB может назначить рейтинг без рейтинга (NR). Низкий рейтинг исключительно из-за того, что компания не предоставляет информацию, будет гласить: «BBB не имеет достаточной справочной информации об этом бизнесе.»
Бизнес имеет право на аккредитацию BBB, если он соответствует, по мнению бюро, «стандартам доверия BBB». Существует восемь стандартов доверия BBB, которых должна придерживаться компания: поддерживать положительный послужной список на рынке, рекламировать честно, говорить правду, быть прозрачной, выполнять обещания, быть отзывчивой (решать споры на рынке), соблюдать конфиденциальность (защищать потребительские данные) и воплощать целостность.